# Ercheia signivitta
Ercheia signivitta är en fjärilsart som beskrevs av Walker 1858. Ercheia signivitta ingår i släktet Ercheia och familjen nattflyn. Inga underarter finns listade i Catalogue of Life.